# Falculina
Falculina is een geslacht van vlinders van de familie sikkelmotten (Oecophoridae), uit de onderfamilie Stenomatinae.

## Soorten
- F. antitypa Meyrick, 1916
- F. bella Duckworth, 1966
- F. caustopis Meyrick, 1932
- F. kasyi Duckworth, 1966
- F. lepidota Meyrick, 1916
- F. ochricostata Zeller, 1877